# Jerzy Rogowski (inżynier)
Jerzy Bolesław Rogowski (ur. 19 grudnia 1942 w Warszawie) – polski geodeta, profesor nauk technicznych. Specjalizuje się w astronomii geodezyjnej, geodezji satelitarnej i geodezyjnych pomiarach podstawowych.

## Życiorys
Absolwent Wydziału Geodezji i Kartografii Politechniki Warszawskiej (1966). Doktorem został w 1974 na podstawie pracy zatytułowanej Analiza niepolarnych zmian szerokości geograficznej Józefosławia. W tym samym roku został kierownikiem Obserwatorium Astronomiczno-Geodezyjnego PW w Józefosławiu i na stanowisku tym pozostał przez kolejne 30 lat. Habilitację uzyskał w 1985 na podstawie dotychczasowego dorobku naukowego i pracy pt. Problem stabilności dopplerowskiego układu odniesienia i jego konsekwencje w sieciach geodezyjnych. W latach 1977–1981 oraz 1987-1996 pełnił funkcję zastępcy dyrektora Instytutu Geodezji Wyższej i Astronomii Geodezyjnej. W 1995 z rąk prezydenta RP otrzymał tytuł naukowy profesora. W latach 1996–2002 piastował urząd prodziekana Wydziału Geodezji i Kartografii PW, a w latach 2005–2007 – dyrektora Instytutu Geodezji Wyższej i Astronomii Geodezyjnej. Od 2005 do 2015 pracował w Uczelni Warszawskiej im. Marii Skłodowskiej-Curie, prowadząc studia na kierunku geodezji i kartografii. W 2014 został profesorem zwyczajnym na Wydziale Nawigacyjnym Uniwersytetu Morskiego w Gdyni, którą to funkcję już wcześniej pełnił na Politechnice Warszawskiej oraz na Uczelni Warszawskiej im. Marii Skłodowskiej-Curie.

## Działalność naukowa
Po ukończeniu studiów Rogowski został zatrudniony na Wydziale Geodezji i Kartografii PW. W latach 70., wykorzystując wynalezione przez siebie techniki, opracowywał fotograficzne obserwacje sztucznych satelitów Ziemi w Instytucie Geodezji Wyższej i Astronomii Geodezyjnej. W 2. połowie lat 80. pracował dla Przedsiębiorstwa Geodezji i Kartografii Geokart. Brał wówczas udział w projektach obserwacji satelitarnej Ziemi w szeregu państw, m.in. Algierii. W Obserwatorium Astronomiczno-Geodezyjnym kierował badaniami naukowymi, dzięki którym zostało ono włączone w sieć stacji International GNSS Service, a z uzyskanych funduszy znacznie je rozbudował. Ponadto skupiał się na zastosowaniu technologii GPS w geodezji. Członek Komitetu Geodezji PAN, Królewskiego Instytutu Nawigacji w Londynie i Europejskiego Stowarzyszenia Geofizycznego.

## Nagrody i odznaczenia
- Krzyż Kawalerski Orderu Odrodzenia Polski
- Złoty Krzyż Zasługi
- Medal Edukacji Narodowej
- Medal za Długoletnią Służbę
- odznaka Zasłużony dla Politechniki Warszawskiej

Ponadto wielokrotne wyróżnienia od rektora Politechniki Warszawskiej, ministra nauki i szkolnictwa wyższego oraz ministra edukacji narodowej.